# Khovd (tỉnh)
Khovd (tiếng Mông Cổ: Ховд) là một trong 21 aimag (tỉnh) của Mông Cổ, nằm tại phía tây của đất nước. Tỉnh lị có cùng tên là Khovd. Khovd cách thủ đô Ulan Bator xấp xỉ 1.580 km. Tỉnh được coi là một nơi hẻo lánh tại Mông Cổ. Tên của tỉnh được lấy theo con sông Khovd trên địa bàn. Phía bắc giáp các tỉnh Bayan-Ölgii và Uvs, phía nam và phía tây giáp khu tự trị Tân Cương của Trung Quốc, phía đông giáp các tỉnh Zavkhan và Govi-Altai.

## Dân cư
Khovd có một thành phần dân cư đa văn hóa. Địa bàn tỉnh là nơi cư trú của hơn 17 dân tộc hay sắc tộc khác nhau. Mỗi cộng đồng này lại có những nơi cư trú truyền thống và được trang trí họa tiết khác nhau, y phục, văn học, mỹ thuật và âm nhạc cùng các nét văn hóa khác cũng  có sự riêng biệt. Khovd có một thiểu số đáng kể người Kazakh-Mông Cổ nói cả hai ngôn ngữ Kazakh và Mông Cổ.
| Dân tộc          | tiếng Mông Cổ | 1979   | %      | 1989   | %      | 2000   | %      |
| ---------------- | ------------- | ------ | ------ | ------ | ------ | ------ | ------ |
| Khalkha          | Халх          | 17.343 | 27,72  | 20.397 | 26,64  | 23.832 | 27,45  |
| Zakhchin         | Захчин        | 14.464 | 23,12  | 17.228 | 22,50  | 21.645 | 24,93  |
| Kazakh           | Казак         | 9.425  | 15,06  | 12.814 | 16,74  | 10.005 | 11,52  |
| Torguud          | Торгууд       | 5.566  | 8,90   | 6.703  | 8,76   | 6.995  | 8,06   |
| Ööld             | Өөлд          | 4.823  | 7,71   | 5.622  | 7,34   | 6.503  | 7,49   |
| Uriankhai        | Урианхай      | 4.587  | 7,33   | 5.403  | 7,06   | 6.592  | 7,59   |
| Dörvöd           | Дөрвөд        | 2.856  | 4,56   | 3.609  | 4,71   | 5.242  | 6,04   |
| Myangad          | Мянгад        | 2.855  | 4,56   | 3.517  | 4,59   | 4.287  | 4,94   |
| Tuva             | Тува          | -      | -      | 239    | 0,31   | 724    | 0,83   |
| Bayad            | Баяд          | 129    | 0,21   | 227    | 0,30   | 377    | 0,43   |
| Uzbek            | Чантуу        | 183    | 0,29   | 187    | 0,24   | 258    | 0,30   |
| Khoshuud         | Хошууд        | -      | -      | -      | -      | 149    | 0,17   |
| Khác             |               | 93     | 0,15   | 176    | 0,23   | 203    | 0,23   |
| Người nước ngoài |               | 241    | 0,39   | 431    | 0,56   | 19     | 0,02   |
| Tổng             |               | 62.565 | 100,00 | 76.553 | 100,00 | 86.831 | 100,00 |

Dân số tỉnh Khovd đã ngừng tăng trưởng vào năm 1991, sau đó số người di cư ra khỏi địa bàn tỉnh (xấp xỉ 20.000 trong thời kỳ 1992-2004) chiếm tỷ lệ cao so với số trẻ sinh ra do vậy dân số tỉnh chỉ dao động quanh mức 87.000 – 92.000 người.
| 1956   | 1960   | 1963   | 1969   | 1975   | 1979   | 1981   | 1989   | 1991   | 1993   | 1995   | 1997   | 1999   | 2000   | 2002   | 2004   | 2006   | 2007   |
| ------ | ------ | ------ | ------ | ------ | ------ | ------ | ------ | ------ | ------ | ------ | ------ | ------ | ------ | ------ | ------ | ------ | ------ |
| 42.300 | 48.000 | 47.300 | 54.000 | 59.200 | 62.600 | 64.500 | 86.831 | 89.365 | 87.171 | 88.494 | 91.339 | 91.490 | 89.326 | 89.664 | 91.770 | 92.395 | 89.040 |

## Khí hậu
Khovd có một chu kỳ khí hậu nổi tiếng là khắc nhiệt, nhiệt độ có thể lên cao tới 40 °C (104 °F) và có thể xuống thấp −30 °C (−22 °F). Thời tiết khô hanh và lượng mưa hàng năm khá thấp.

## Giao thông
Sân bay Khovd (HVD/ZMKD) có hai đường băng, trong đó một đường băng đã được trải nhựa, sân bay có các đường bay thường kỳ đi và đến thủ đô Ulan Bator, Mörön, và Bulgan.

## Kinh tế
Khu vực xung quanh thành phố tỉnh lị nổi tiếng toàn Mông Cổ với loại nông sản dưa hấu.
Có một kế hoạch đập thủy điện khá lớn sẽ được xây dựng mà theo lý thuyết sẽ cung cấp đủ điện năng cho ba tỉnh miền cực tây là (Uvs, Bayan-Ölgii, và Khovd). Hiện nay, thành phố Khovd được nối hệ thống điện của Nga.

## Hành chính

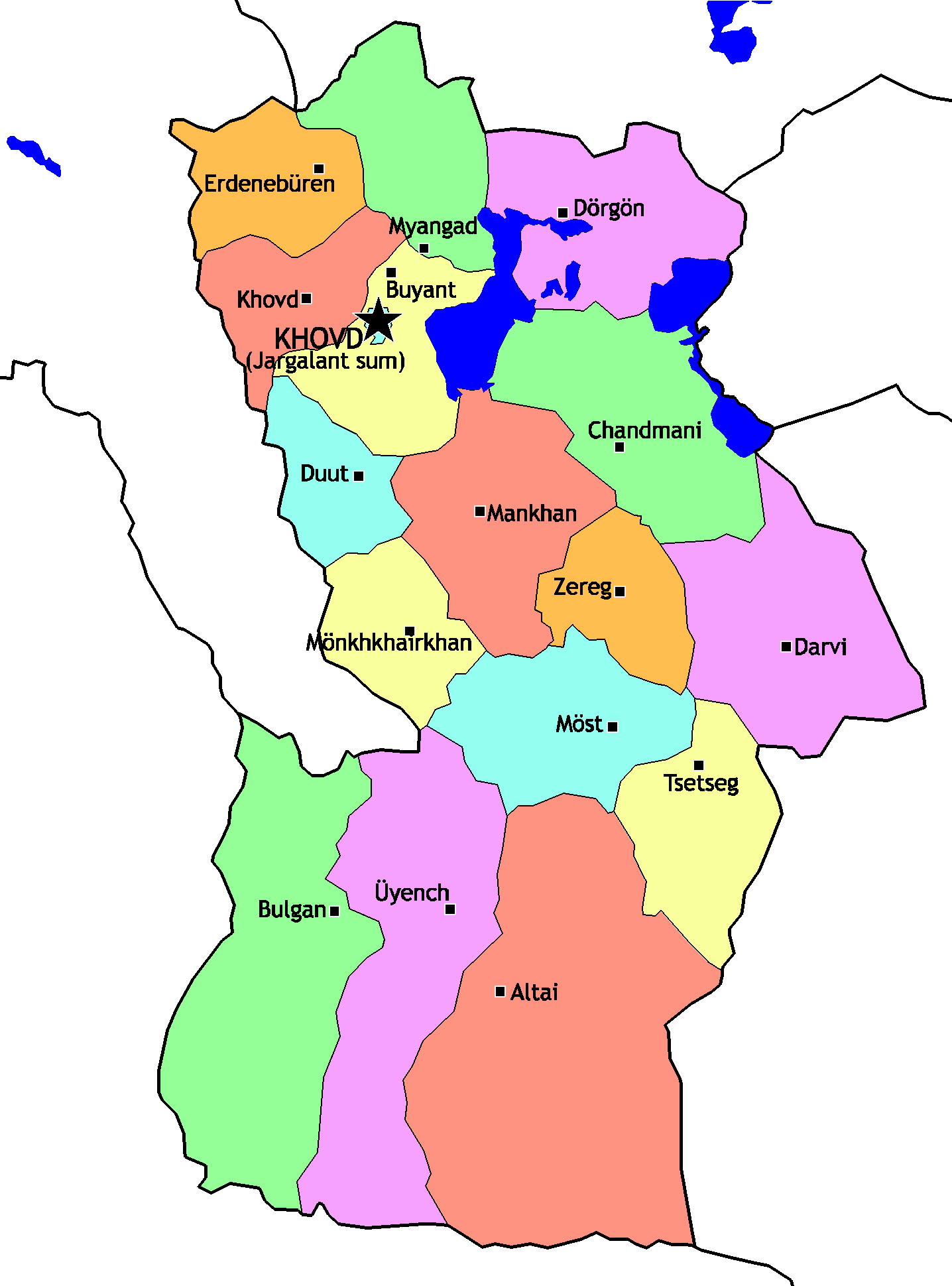
Các sum của Khovd

Tỉnh lị Khovd về mặt địa lý thuộc về sum Buyant, nhưng được quản lý riêng rẽ với tên sum Jargalant.
| Sum            | Tiếng Mông Cổ | Dân số 1979 | Dân số 1991 | Dân số 2007 | Dân số trung tâm sum | Diện tích (km²) | Mật độ (/km²) | Khoảng cách từ Khovd (km) |
| -------------- | ------------- | ----------- | ----------- | ----------- | -------------------- | --------------- | ------------- | ------------------------- |
| Altai          | Алтай         | 2.141       | 2.712       | 3.234       | 767                  | 13.144          | 0,25          | 310                       |
| Bulgan         | Булган        | 7.052       | 9.169       | 9.634       | 3.171                | 8.104           | 1,19          | 335                       |
| Buyant         | Буянт         | 3.361       | 4.386       | 3.533       | 1.568                | 3.759           | 0,96          | 19                        |
| Chandmani      | Чандмань      | 2.311       | 2.963       | 3.155       | 689                  | 6.016           | 0,52          | 160                       |
| Darvi          | Дарви         | 2.402       | 2.775       | 2,596       | 579                  | 5,604           | 0.47          | 204                       |
| Dörgön         | Дөргөн        | 1.715       | 2.555       | 3.015       | 659                  | 4.128           | 0,73          | 106                       |
| Duut           | Дуут          | 1.675       | 2.189       | 2.094       | 502                  | 2.146           | 0,98          | 76                        |
| Erdenebüren    | Эрдэнэбүрэн   | 2.258       | 3.210       | 3.372       | 696                  | 2.772           | 1,22          | 60                        |
| Jargalant*     | Жаргалант     | 17.620      | 26.877      | 29.207      | 28.601*              | 70              | 417,24        | 0                         |
| Khovd          | Ховд          | 3.927       | 4.850       | 4.589       | 719                  | 2.830           | 1,63          | 27                        |
| Mankhan        | Манхан        | 3.273       | 4.352       | 4.526       | 1.258                | 4.330           | 1,05          | 80                        |
| Mönkhkhairkhan | Мөнххайрхан   | 1.811       | 2.337       | 2.554       | 744                  | 2.554           | 1,06          | 155                       |
| Möst           | Мөст          | 3.239       | 4.092       | 3.577       | 809                  | 3.927           | 0,91          | 180                       |
| Myangad        | Мянгад        | 2.940       | 4.552       | 3.662       | 713                  | 3.258           | 1.12          | 35                        |
| Tsetseg        | Цэцэг         | 2.189       | 2.645       | 2.531       | 570                  | 3.491           | 0,72          | 216                       |
| Üyench         | Үенч          | 2.575       | 3.913       | 4.760       | 1.452                | 7.476           | 0,64          | 305                       |
| Zereg          | Зэрэг         | 2.388       | 3.092       | 3.078       | 796                  | 2.524           | 1,23          | 130                       |

* - Tỉnh lị Khovd